# Накацу
Накацу (яп. 中津市 Накацу-си) — город в Японии, находящийся в префектуре Оита. Площадь города составляет 491,17 км², население — 84 082 человека (1 августа 2014), плотность населения — 171,19 чел./км².

## Географическое положение
Город расположен на острове Кюсю в префектуре Оита региона Кюсю. С ним граничат города Уса, Хита, Будзен и посёлки Кусу, Соэда, Мияко, Коге, Йоситоми, Тикудзё.

## Население
Население города составляет 84 082 человека (1 августа 2014), а плотность — 171,19 чел./км². Изменение численности населения с 1980 по 2005 годы:
| 1980 | 85 963 чел. |  |
| 1985 | 87 736 чел. |  |
| 1990 | 86 965 чел. |  |
| 1995 | 86 679 чел. |  |
| 2000 | 85 617 чел. |  |
| 2005 | 84 368 чел. |  |

## Символика
Цветком города считается хризантема.